# Tolouse Low Trax
Tolouse Low Trax ist ein Solo-Projekt des Kreidler-Mitglieds und Mitgründers des Düsseldorfer Salon des Amateurs Detlef Weinrich (* 1966 in Bad Säckingen, Baden-Württemberg). Weinrich lebt in Paris, Frankreich.
Von 2010 an bis heute hat Tolouse Low Trax mehrere Alben, Singles und EPs herausgebracht, die sich überwiegend durch ruhige, rhythmische Klänge des Electro-Genres auszeichnen.

## Diskografie

### Alben
- 2010: Magnétisme & Vibrations (mit Syncboy & Shitcluster)[1]
- 2010: Mask Talk
- 2011: Corridor Plateau
- 2012: Jeidem Fall
- 2014: Atrocious Maze 02 – Staring Back
- 2020: Jumping Dead Leafs?
- 2022: Leave Me Alone
- 2024: Kiosque Versions
- 2024: Fung Day

### Singles und EPs
- 2006: Boarding To Rio
- 2011: Dweller / Second Trip
- 2011: Asimiad
- 2014: Untitled
- 2015: Kadiz
- 2015: A Song And A Photo Novella (mit Nicolàs Guagnini)
- 2016: Rushing Into Water
- 2016: Decades Vol. I
- 2016: Repress[2]
- 2017: Decades Vol. II
- 2017: Decades Vol. III
- 2019: The End is Always at The Beginning (mit Inga Danysz)[1]